# Börje Backström

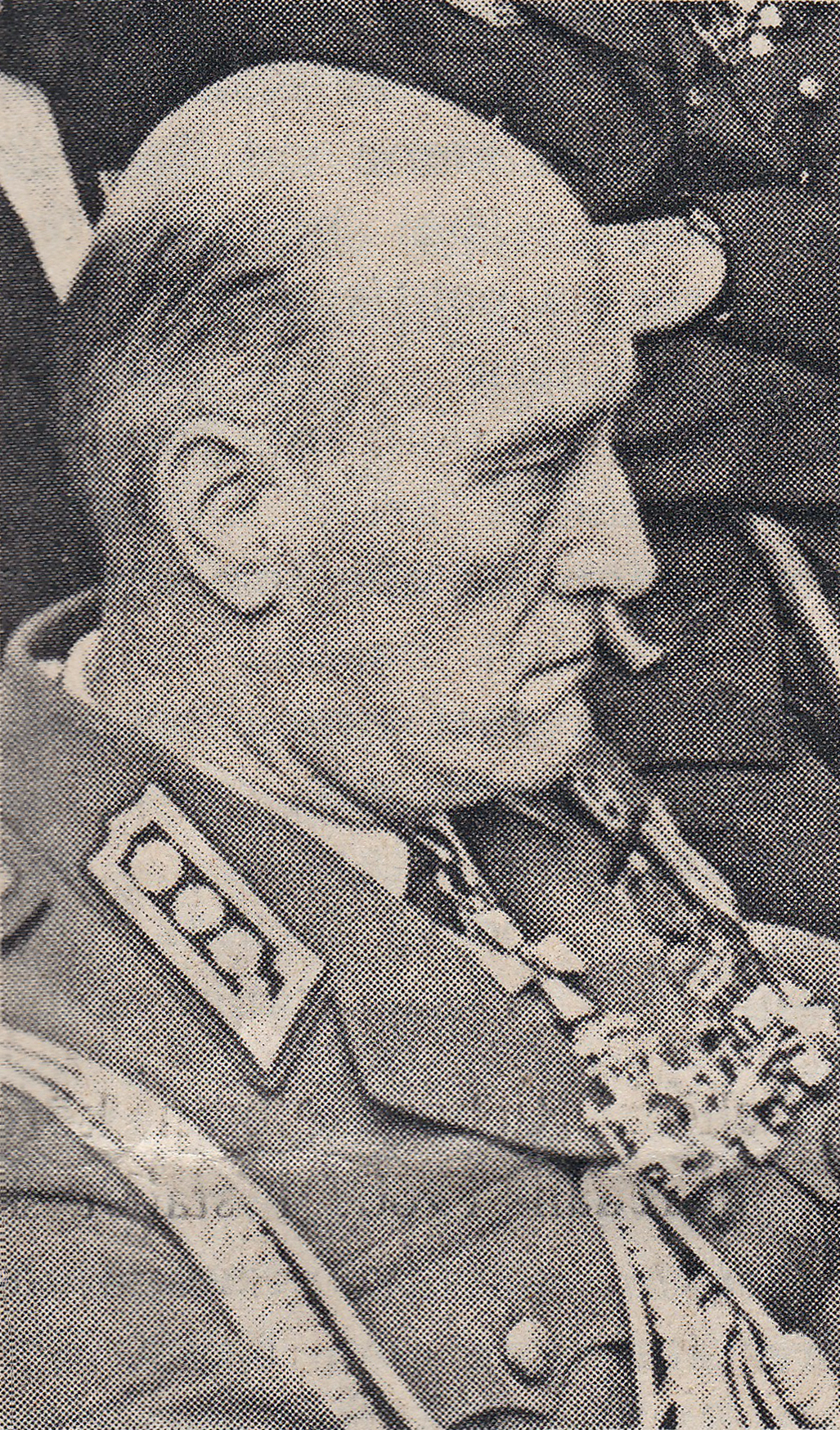
Börje Backström als Oberst

Rolf Börje Backström (* 20. Juli 1908 in Helsinki; † 20. Februar 1999 ebenda) war ein finnischer Offizier, der zuletzt Generalmajor der Verteidigungskräfte Finnlands und von 1966 bis 1967 Kommandeur des Militärdistrikts Österbotten war. 1993 wurde ihm der Rang eines Generalleutnants verliehen.

## Leben
Rolf Börje Backström, Sohn des Volksschullehrers Frans Rudolf Backström und Anna Linnéa Thunberg, begann 1930 ein Studium und wurde 1932 an der Kadettenschule in Hamina (Finska kadettkåren) aufgenommen. Er wurde nach deren Abschluss 1934 zum Unterleutnant (Fänrik) befördert und versah von 1934 bis 1938 Dienst im Nyland-Regiment, wo er 1936 auch zum Leutnant (Löjtnant) befördert wurde. Nachdem er zwischen 1938 und 1939 dort Regimentsadjutant war, war er im Winterkrieg (30. November 1939 bis 13. März 1940) zwischen Finnland und der Sowjetunion Bataillonsadjutant. Nach seiner Beförderung zum Hauptmann (Kapten) war er von 1940 bis 1941 Kompaniechef der 4. Kompanie der 13. Brigade. Während des Fortsetzungskrieges (25. Juni 1941 bis 19. September 1944) zwischen Finnland und der Sowjetunion, der mit einem sowjetischen Sieg endete und am 19. September 1944 zum Waffenstillstand von Moskau führte, war er Kommandeur des Bataillons 18 und kam mit diesem in Swir und am Ladogasee zum Einsatz. Während dieser Zeit wurde er 1943 zum Major befördert.
Nach Ende des Zweiten Weltkrieges war Major Backström von 1945 bis 1954 Bürochef im Stab des Militärdistrikts Nyland und besuchte in dieser Zeit von 1953 bis 1954 den Allgemeinen Kommandeurslehrgang der Kriegsschule (Stridsskolan), die zwischen 1927 und 1993 eine Institution zur Weiterbildung von Militäroffizieren des Heeres war. Anschließend war er von 1954 bis 1955 Stabsoffizier in der 4. Brigade. Nach seiner Beförderung zum Oberstleutnant (Överstelöjtnant) war er zwischen 1955 und 1957 Chef des Stabes der Nyland-Brigade und im Anschluss von 1957 bis 1959 Absolvent der Kriegshochschule (Krigshögskolan), die von 1924 bis 1993 bestehende Ausbildungsstätte der Streitkräfte für hochrangiges Kommando- und Stabspersonal in Helsinki, die danach mit der Kadettenschule und der Kriegsschule zur Verteidigungshochschule (Försvarshögskolan) zusammengelegt wurde. Nach seinem Abschluss wurde er 1959 zum Oberst (Överste) befördert und war daraufhin zwischen 1959 und 1961 Kommandeur der Nord-Savo-Brigade (Norra Savolax Brigad). Des Weiteren wurde er 1960 Generalstabsoffizier.
Daraufhin übernahm Oberst Börje Backström zwischen 1961 und 1966 den Posten als Kommandant der Kadettenschule in Hambina sowie 1966 kurzzeitig Leiter der Personalabteilung des Heeres (Finlands landstridskrafter). Nachdem er von 1966 bis 1967 Chef des Stabes des Militärdistrikts Österbotten war, wurde er 1967 zum Generalmajor befördert und war daraufhin zwischen 1967 und 1968 Kommandeur des Militärdistrikts Österbotten. Im Anschluss trat er in den Ruhestand. Für seine langjährigen Verdienste wurde er Ordenskunde des Ordens des Löwen von Finnland, den Finnischen Orden des Freiheitskreuzes Zweiter Klasse und den Schwertorden von Schweden.
Er veröffentlichte 1985 seine Kriegserlebnisse unter dem Titel Er P 18 och dess strider i Aunus och Ladoga-Karelen år 1944 und erhielt 1993 den Rang eines Generalleutnants (Generallöjtnant). Er war seit 1939 mit der Bankangestellten Gunnel Maria Plathan verheiratet, Tochter des Oberingenieurs Ivar Plathan und Anna Källström.

## Veröffentlichung
- Er P 18 och dess strider i Aunus och Ladoga-Karelen år 1944, 1985